# تاتاماکوچی
تاتاماکوچی (به انگلیسی: Tatamagouche) یک منطقهٔ مسکونی در کانادا است که در شهرستان کالچستر، نوا اسکوشیا واقع شده‌است. تاتاماکوچی ۲٬۰۳۷ نفر جمعیت دارد.